# Tonino Raffa
Antonino Raffa, detto Tonino (Reggio Calabria, 17 maggio 1946), è un giornalista italiano, voce di Tutto il calcio minuto per minuto e di Tuttobasket.
È stato anche cronista e conduttore del Tg Calabria della RAI.

## Biografia
È nel giornalismo dalla metà degli anni sessanta. Dopo aver collaborato con quotidiani e riviste, è diventato pubblicista nel 1970 ed è passato tra i professionisti nel 1975, svolgendo il praticantato al Giornale di Calabria diretto da Piero Ardenti. Assunto in Rai nel 1979, ha condotto il Tg Calabria per vent'anni. Dal 1982 affianca Enrico Ameri per le interviste del dopo partita nel programma di Radio2 Domenica Sport condotto da Mario Giobbe, in onda dopo Tutto il calcio minuto per minuto del quale, dal 1988, è radiocronista.
Nel 1999 è stato trasferito a Roma e integrato nella redazione radiocronache del Giornale Radio, dove si divide tra il calcio, la pallacanestro, dove è nello staff di Tuttobasket sin dagli anni ottanta, e la pallanuoto. Ha seguito per la RAI le Olimpiadi di Atlanta 1996 Atene 2004 e Pechino 2008, i Mondiali di calcio di Italia 1990, Stati Uniti 1994, Francia 1998, Giappone-Corea del Sud 2002, Germania 2006 e Sudafrica 2010 e gli Europei di Inghilterra '96, Portogallo 2004 e Austria-Svizzera 2008.
È stato consigliere nazionale dell'Unione Stampa Sportiva Italiana per dieci anni. Nel 2010 gli è stato assegnato il premio CONI-USSI per la sezione Radio. Il 15 maggio 2011 effettua la sua ultima radiocronaca da dipendente Rai prima della pensione, dopo 1125 partite raccontate: prima dell'incontro una maglia con questo numero viene consegnata a Raffa dalla Società del Parma, che in quella circostanza ospita la Juventus battendola per 1-0. Negli ultimi minuti il conduttore Alfredo Provenzali gli concede l'onore del campo principale come tributo ai 29 anni trascorsi al microfono.
Torna al microfono di Rai Radio 1 in qualità di collaboratore esterno nella stagione successiva, a conclusione della quale conclude la sua carriera a Tutto il calcio minuto per minuto.